# Kasteel Ter Donck
Het Kasteel Ter Donck of Kasteel Ter Donckt is een kasteel in de Scheldevallei in Berchem (Kluisbergen), ten zuiden van Oudenaarde. Het domein bestaat sinds de dertiende eeuw en is het oudste gebouw van de gemeente. De benaming ‘donckt’ verwijst naar het Germaanse ‘donk’, wat een lichte verhevenheid midden in een lager moerassig gebied betekent. De benaming komt overeen met de ligging van het kasteel, dat net iets hoger op een smalle, verheven zandrug staat boven het omringende land, met rondom lager gelegen, natte gronden.

## Ontstaansgeschiedenis
Door haar geïsoleerde positie wordt ervan uitgegaan dat de site vrij laat is ontstaan. Deze these wordt ondersteund door de bodemgesteldheid rond Ter Donckt. Het gaat hier om gronden van het eerder vochtige, zandlemige type die wegens hun wateroverlast pas vanaf de 11de eeuw als bouwland ontgonnen konden worden, dankzij technologische vernieuwingen. Het ontstaan van Ter Donckt kan dus gekaderd worden binnen de periode van de Grote Ontginning. 
De ontginning van het gebied van Ter Donckt kan de nasleep zijn van de verovering van het Land van Aalst, als schenking ter compensatie voor de militaire steun die vazallen hadden geboden bij dit conflict.

## Heerlijkheid en schoutheerschap van Ter Donckt
In het feodalisme was Ter Donckt een rechtstreekse leen van de heerlijkheid van het Land van tussen Marke en Ronne. Dit gebied werd begrensd door twee riviertjes: de Maarkebeek, die ontspringt in het huidige Schorisse en uitmondt in Leupegem, en de Ronne, die de zuidelijke afbakening langs Kluisbergen tot Escanaffles aanduidt. De Schelde vormde sinds het Verdrag van Verdun de landsgrens tussen Kroon- en Rijks-Vlaanderen, waarbij Kroon-Vlaanderen het deel van het Graafschap Vlaanderen vormde dat in leen werd gehouden door de Franse koningen, en Rijks-Vlaanderen afhing van het Duitse Rijk. Het Land van tussen Marke en Ronne behoorde tot Rijks-Vlaanderen. In 1048 werd dit gebied ingepalmd door Boudewijn IV, graaf van Kroon-Vlaanderen. Vanaf dat moment kwam het in leen van de baronie van Pamele, waarbij de graaf de veroverde gebieden uitleende aan zijn vazallen in ruil voor hun loyaliteit.
Binnen het Land van tussen Marke en Ronne bevonden zich volgens het toen heersende feodaliteit vier heerlijkheden met diverse achterlenen:
- heerlijkheid Ter Donckt (38 achterlenen)
- heerlijkheid Berchem (50 achterlenen)
- heerlijkheid van Kerkem (22 achterlenen)
- heerlijkheid van Maarke (42 achterlenen).

De heren van Berchem hadden destijds geen zeggenschap over Ter Donckt. Door de belangrijke plaats die het kasteel innam in de defensielijn had de heerlijkheid Ter Donckt rechten verworven die gelijkliepen met die van de heerlijkheid waartoe het behoorde. Het was een Schoutheerschap geworden, met een heer-schout of baljuw. De schepenbank van Ter Donckt beschikte over de drie justitiegraden die binnen het ancien régime van toepassing waren: lage, middelbare en hoge jurisdictie. Meestal hadden lokale dorpsheerlijkheden enkel de bevoegdheid tot lage of lage en middelbare jurisdictie, en was het voorrecht tot de drie justitiegraden voorbehouden aan stedelijke rechtbanken en een zeer beperkt aantal dorpsheerlijkheden, waaronder in dit geval Ter Donckt. Welke schepenbank over welke graden van jurisdictie beschikte, stond bij de lenen in denombrementen vermeld.
In het denombrement van Ter Donckt staat verder vermeld dat het tolrecht had, boeten tot 3 pond, het recht de doodstraf op te leggen, recht op bannen en wederroepen en recht op brandstichting, waarbij bij wijze van straf het huis van gevonniste misdadigers mocht in brand worden gestoken, nadat de heer of baljuw nog het recht had om alle ramen en deuren van dat huis te laten verwijderen en in beslag te nemen.
Verder stelde het leengoed een stier en een beer (mannelijk varken) ter beschikking, waar de bewoners van de heerlijkheid kosteloos gebruik konden maken voor voortplantingsdoeleinden voor hun vee.
Vanaf de tweede helft van de zestiende eeuw kwam er weerstand van de omliggende heerlijkheden tegen de macht van Ter Donckt, te zien aan het grote aantal juridische procedures die werden geregistreerd. Bij inmenging van de baljuw in zaken van andere heerlijkheden werd dit niet in dank afgenomen. Zo is de baljuw van Ter Donckt en het Land van tussen Marke en Ronne in 1651 moeten vluchten omdat hij gearresteerd werd toen hij op het kerkhof van Kerkhove kerkgeboden hield voor de verkoop van lenen, ondanks het feit dat hij daar lenen had. Deze en vele andere vormen van tegenstand leidden uiteindelijk tot de teloorgang van de heerlijkheid Ter Donckt. Van zijn 38 lenen waren er tegen het einde van de zestiende eeuw 22 over en toen de heerlijkheid eind 19de eeuw (na het ancien régime) verkocht werd, bleef er nog 23 ha van over.

## Eigenaren

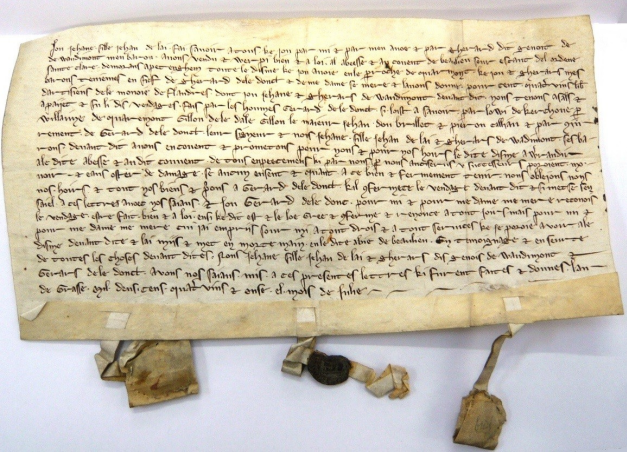
Verkoopakte uit 1291

De oudste vermelding van de familienaam Van Der Donckt komt uit het archief van de abdij van Beaulieu in Petegem. Het betreft een verkoopakte uit 1291 waarin een zekere Gherard de le Donc (Vlaams: Van der Donckt), als heer van Ter Donckt, opduikt. In deze in het (Picardisch) Frans opgestelde akte geeft hij als leenheer toelating tot de verkoop van tienden op zijn leen te Kwaremont ten voordele van de abdij van Beaulieu. Het is hieruit constateerbaar dat hij op dat moment al eigenaar was van het goed. Dit bewijst dat er eind 13de eeuw reeds een belangrijke heerlijkheid bestond rond Ter Donckt. De leden van de familie Van Der Donckt huwden ook vaak met de leden van de familie Cabeliau en Bruuns, twee zeer invloedrijke clans uit Oudenaarde, wat aantoont dat ze van gelijkaardige sociaal-economische status waren. Gherard zou samen met Arent en Armand Van der Donckt een belangrijke rol hebben gespeeld in het conflict tussen het Oudenaardse stadspatriciaat en de Klauwaertse wevers in 1342. Kort daarna duikt zijn zoon Joes Van der Donckt als poorter van Oudenaarde op. Zijn zoon, Geraard van der Donckt, volgde hem op in 1386. Toen Geraard kinderloos overleed in 1414, werd het goed overgedragen aan zijn broer, Dierlaie van der Donckt. Zijn huwelijk bleef eveneens kinderloos, hoewel hij acht bastaardkinderen had verwekt, die wel de naam ‘Van der Donckt’ mochten dragen, maar geen aanspraak konden maken op de heerlijkheid of andere goederen van hun vader na zijn dood in 1434.

Vanaf hier wordt het gissen naar het eigenaarschap van Ter Donckt, maar vermoedelijk zou Janne de Fatrissaert, als weduwe van de oudste bastaardzoon Govaert Van der Donckt, zich het domein hebben weten toe te eigenen als gewezen voogd en schuldeiser van de familie Van der Donckt. Dit wordt vermoed omdat in het denombrement van Ter Donckt, dat terug gaat tot 1511, Jacqemijne van Fatrissaert vermeld staat als eerste officiële vrouwe van het kasteel. Zij was de weduwe van de heer Jacop Van Pielvaeke, die rond de jaren 1500 schepen en baljuw was van Berchem. Zij maakte tijdens haar leven het goed over aan hun zoon, Philips Van Pielvaeke. Philips bleef kinderloos maar had nog twee zussen die hij beide om de tuin had geleid wat betreft zijn nalatenschap. Nadat Philips overleed in 1548, betwistten zij de erfenis van hun broer met een eindeloze reeks processen als gevolg. Zijn grafsteen werd pas in 1552 in de kerk van Berchem geplaatst omdat zijn familie er niet voor wilde betalen. Deze ging verloren na de brand van de kerk in 1918.

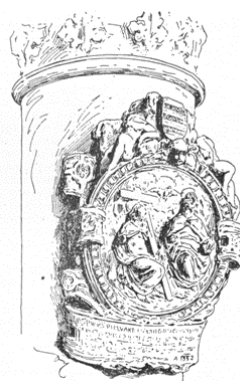
Grafsteen van Philips van Pielvake in de kerk van Berchem door A. Heins in 1910, voor deze vernield werd

De moeilijkheden in de familie Pielvaeke waren zo onoverkomelijk dat Ter Donckt in 1561 verkocht werd aan Jan de Stuer, die het verpachtte. In 1583 moest hij de heerlijkheid afstaan aan de staat wegens zijn vermeende deelname aan de opstand tegen de koning van Spanje, waarna het openbaar verkocht werd aan Odaert de Montgodefroy, die het kasteel zelf bewoonde. In 1612 kreeg Jacop de Stuer, zoon van Jan de Stuer, de kans het kasteel terug te kopen door een artikel in het vredesverdrag van Trier. Hij had echter moeilijkheden met zijn ideologische overtuiging (ook dit gebied was niet gespaard gebleven van de Beeldenstorm in 1566, en religie bleef nog jaren een gevoelig punt), en besloot naar Amsterdam te verhuizen, waarop hij Ter Donckt in 1617 doorverkocht aan de katholieke Jan Percy. Percy was een Engelsman die als kind met zijn moeder, zussen en broers naar Vlaanderen vluchtte nadat hun vader om religieuze redenen onthoofd werd op bevel van Elizabeth van York. Hij bleef niet lang in ter Donckt, mogelijk doordat hij een hoop (juridische) moeilijkheden had ontwikkeld met de vrouwe van Berchem. Hij verkocht ter Donckt aan Arnoult Rampaert in 1623, doordat hij de schulden die hij bij hem had gemaakt voor het aankopen van Ter Donckt niet kon terugbetalen.
Rampaert, die koopman was in Antwerpen, verkocht het landgoed door in 1627 aan Pierre de Haynin. Ter Donckt bleef voor enkele generaties in handen van de familie de Haynin, tot het via erfenis in 1680 overging op Ferdinand vicomte de Berghe, waar het opnieuw enige generaties in de familie bleef. In 1775 werd Ter Donckt opnieuw openbaar verkocht om onbekende redenen aan Anthoine Maequet, die het in 1782 opnieuw aan een de Berghe verkoopt. Zij verkopen het vrijwel onmiddellijk weer door aan de heer van Berchem Jan Baptist van Pottelsberghe de la Potterie op 12 juli 1783, die het renoveerde en verpachtte. Na zijn dood in 1793 worden zijn schoonzoon François Henri Ghislain de Kerchove en dochter Rosalie Charlotte Therèse van Pottelsberghe de nieuwe eigenaars, vervolgens in 1849 zijn kleinzoon Ernest Joseph de Kerchove. Op 1 maart 1864 verkoopt hij het goed aan de familie de Bersaques uit Gent. De verkoop gaat door in het Hotel des Voyageurs op de markt van Berchem.  Charles De Bersaques-Baerhoen doet het in 1926 weer van de hand aan Hyppolyte Vandenstaepele, nijveraar uit Berchem. Uiteindelijk koopt Oscar Thomaes-Wienar uit Ronse de kasteelhoeve. Zijn weduwe en kinderen zullen het in 1956 afstaan aan Edmond Ronse-Thomaes advocaat uit Melsen, waarna Gabriel De Buysscher-Thomaes het erft. In 1972 wordt het oude en vervallen pand afgestaan aan zijn zoon Jacques De Buysscher-Van Butsele. Het pand werd voor het laatst verkocht in 2017 aan de heer Pieter Willequet, zoon van huidig burgemeester van Kluisbergen Philippe Willequet.

## Bouwkundige geschiedenis

### Dertiende eeuw

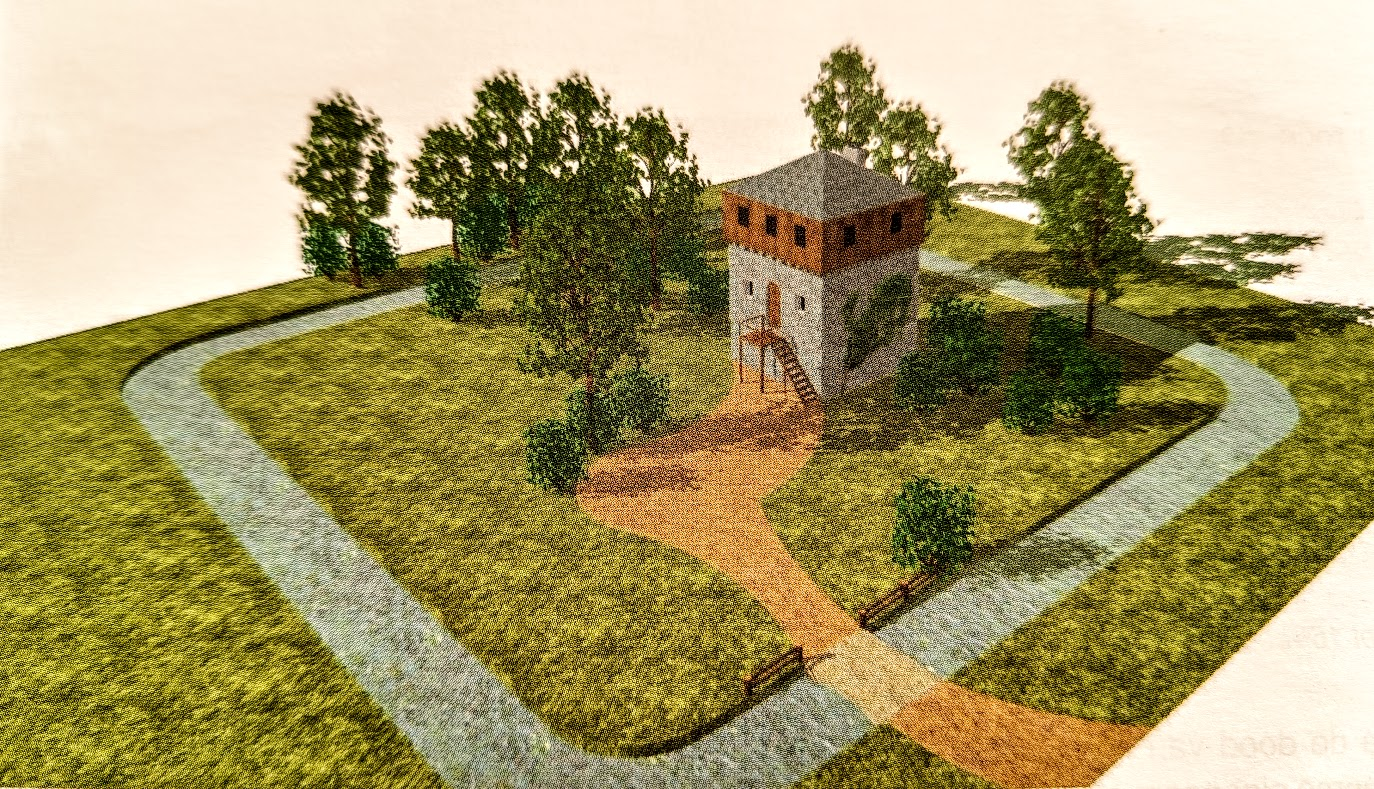
Ter Donck zoals het eruitzag in de 13de eeuw, als middeleeuwse donjon

Het oudste nog bestaande gedeelte van het kasteel dateert uit de 13de eeuw: een zware middeleeuwse donjon, opgetrokken uit een combinatie van breuksteen en Doornikse kalksteen. Hoewel het bezat over diverse kenmerken van een defensieve donjon, was de strategisch-militaire rol op het moment van de bouw van de toren eigenlijk al uitgespeeld. Het bouwtype was eerder een statussymbool geworden voor de middeleeuwse adel, en aangezien Gheraard de le Donc tot het Oudenaardse stadspatriciaat behoorde, was hij in ieder geval vermogend genoeg voor de bouw van dergelijke constructie. De toren van Ter Donckt beschikt over drie verdiepingen, terwijl een defensieve donjon eerder uit vier à vijf niveaus bestond, maar het is niet uitgesloten dat er bovenop de stenen muur een opbouw bestond in hout.

### Zestiende eeuw

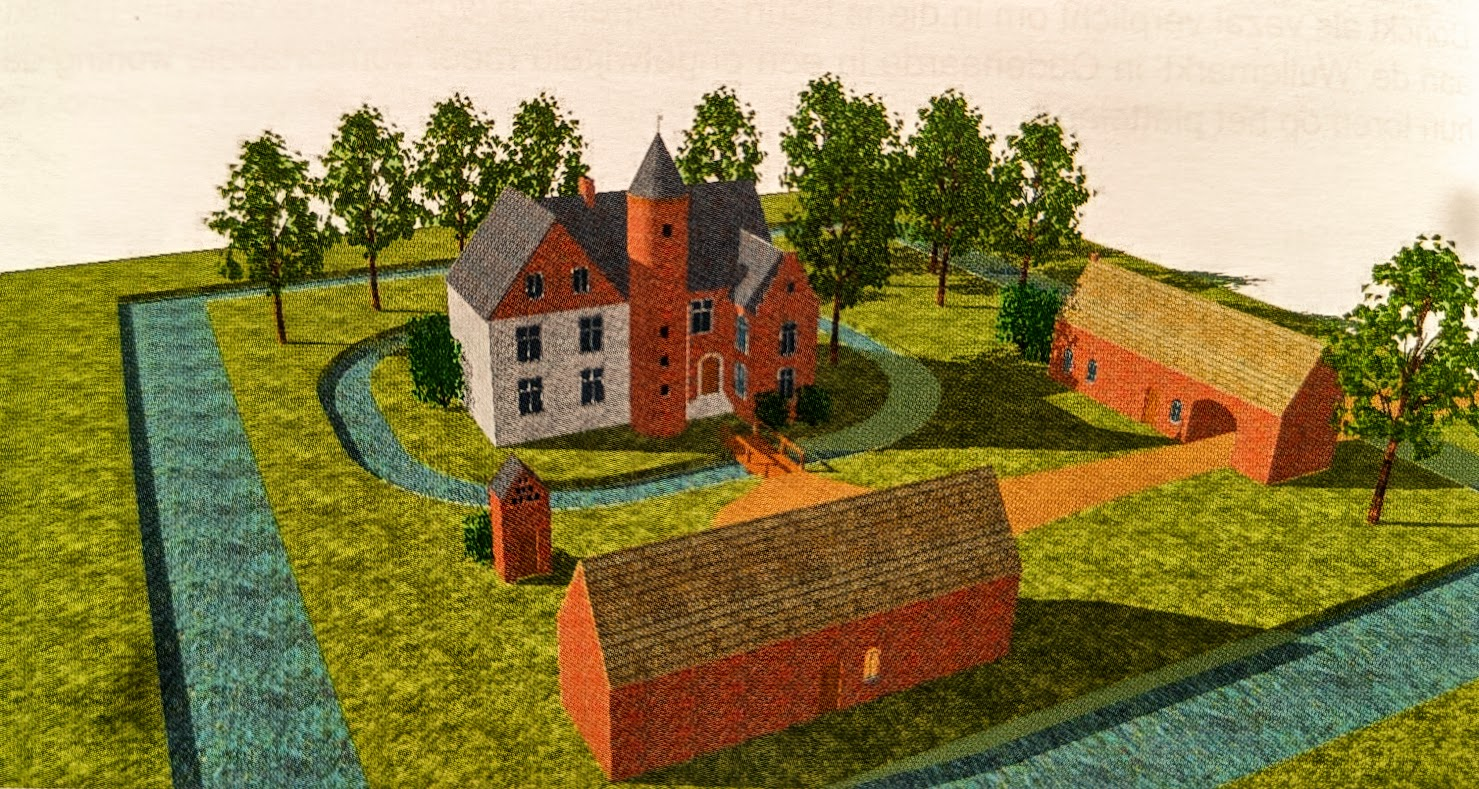
Ter Donck in volle glorie zoals het eruitzag in de 16de eeuw, als "huys van plaisance"

Onder leiding van Philips van Pielvaeke kwam er in de eerste helft van de zestiende eeuw een T-vormige uitbreiding aan de noordoostelijke zijde van het kasteel, wat het zijn huidige oppervlakte gaf. De gevels van die uitbreidingen werden opgemetseld en bekroond met een trapgevel. Om het af te maken werd de noordoostelijke zijde benadrukt met een traptoren, die in oorsprong bestond uit vijf bouwlagen. Ten gevolge van een blikseminslag werden de twee bovenste bouwlagen met kegelspits in het begin van de negentiende eeuw zwaar beschadigd en verwijderd. Verder werd de reeds bestaande omgrachting, gevoed door de Molenbeek, rechthoekig uitgebreid met een tweede ringgracht. Het kasteel werd versierd met tal van decoratieve elementen: het wapenschild van de Pielvaekes werd boven de deur aangebracht, en een tweede schild onder de trapgevel van het noordwestelijke risaliet. Op dit schild was de tekst Plus oultre zichtbaar, de lijfspreuk van Karel V, de Habsburgse keizer die tot 1550 over het gebied regeerde. Daarnaast waren er ook diverse metseltekens aangebracht in de muren: drie stelselmatig kleiner wordende Bourgondische vuurslagen symboliseren de band met het Bourgondisch hof en boven de oude ingangsdeur prijkt een Sint-Andrieskruis, dat vermoedelijk verwijst naar de juridische rechten van de heer van Ter Donckt. Voorgaande uitbreidingen zorgden ervoor dat het gebouw evolueerde van een middeleeuwse toren naar een elegant 'huys van plaisance' voor edellieden, terwijl er in de benedenverdiepingen ook pachters huisden om aan landbouw te doen.

### Zeventiende en achttiende eeuw

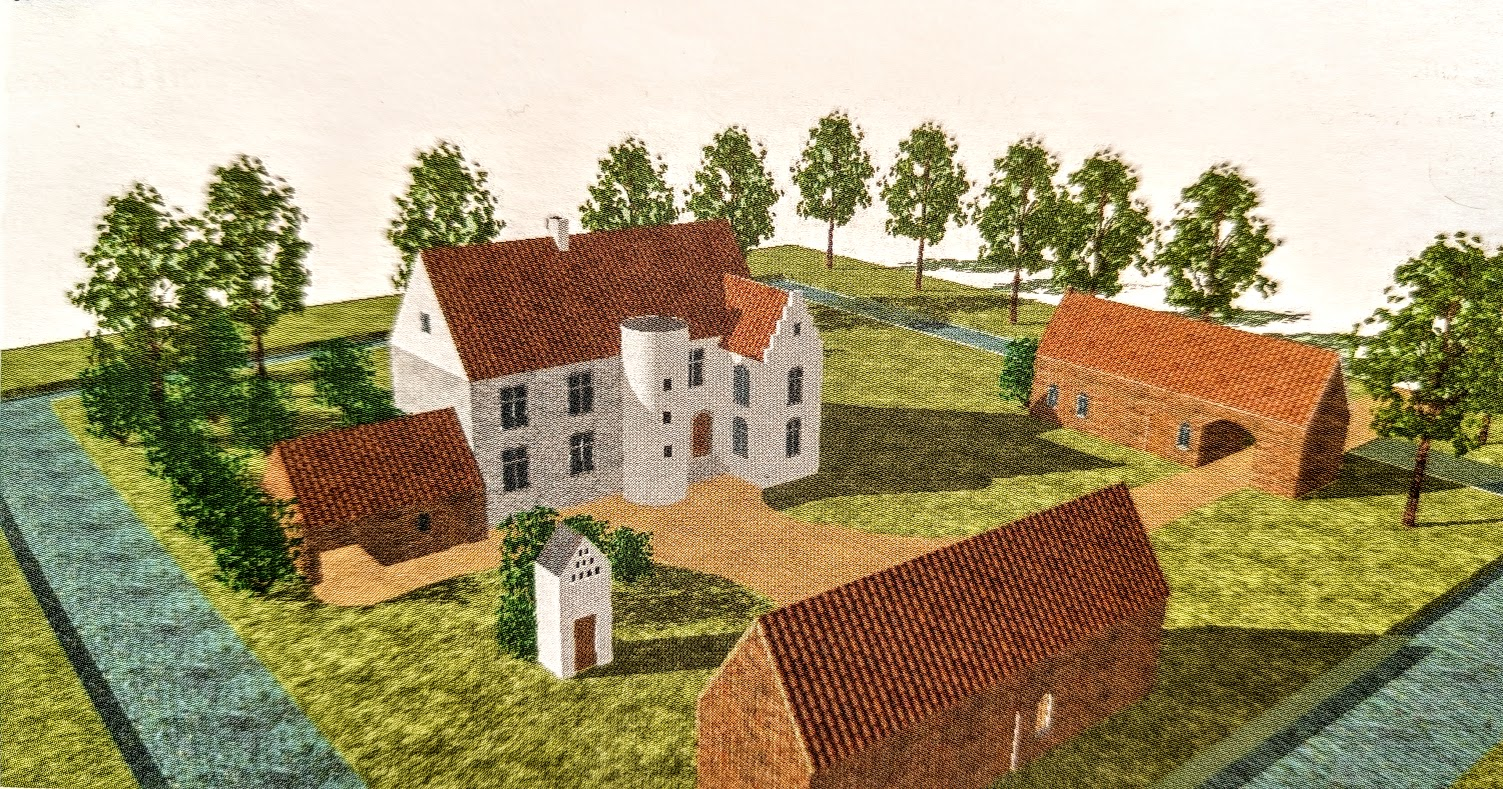
Ter Donck als kasteelhoeve, zoals het eruitzag eind 18de eeuw

De inkomsten uit de landbouwactiviteiten maakte van het Kasteel ter Donckt een gegeerde bezitting, maar dit zorgde ook voor een zeker verval van het kasteel. In de loop van de achttiende eeuw bevond het goed zich in armoedige toestand en had het grootste deel van zijn betekenis verloren. De eigenaren vertoefden liever in hun stadshuizen in Oudenaarde of Gent en verpachtten het kasteel met bijhorende hoevegebouwen. Het kasteel degradeerde van landgoed naar kasteelhoeve. De verbouwingen die plaatsvonden in de 17de eeuw dienden enkel om het gebouw bewoonbaar te houden. Een aantal ramen werd gedicht van het noordoostelijke risaliet door hun slechte bouwfysische toestand. In 1783 werd het goed gekocht door de heer van Berchem, Jan Baptist van Pottelsberghe de la Potterie, met  bijgebouwen: een duiventil, schuur, paardenstal, stallen, koetshuis en bakoven. Hij kocht in 1790 eveneens tienduizend kareelstenen aan voor de reparatie van het kasteel en de bouw van een nieuwe 'haelkelder'. Bij deze reparatie verdween de knik in het dakgewelf en kreeg het gebouw een doorlopende spant. Het werd ook witgekalkt, te zien aan de resten van witte kalk tussen de stenen.

### Negentiende en twintigste eeuw

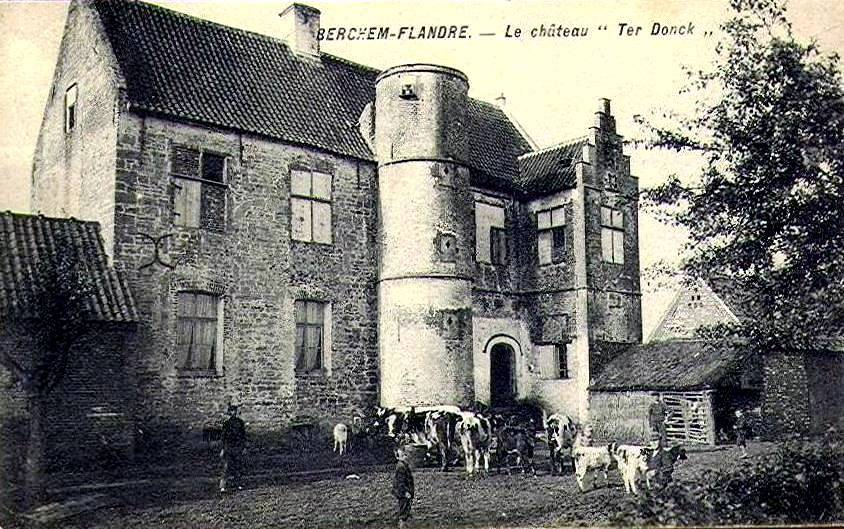
Ter Donck op een postkaart uit 1912

De voornaamste veranderingen in deze periode beperken zich tot het dempen van de grachten en het samenvoegen of afbreken van de bedrijfsgebouwen op het neerhof. De grote schuur en stallen worden omstreeks 1852 afgebroken, de duiventil rond 1900. Tot de jaren 1970 werd de kasteelhoeve ononderbroken verpacht als kleinschalige landbouwuitbating, daarna werd het als woning verhuurd. Het hoofdgebouw werd terug vrijgemaakt door de aanpalende, negentiende-eeuwse stallen af te breken. Ook het pannendak werd vervangen door kunstleien en enkele eerder gedichte kruisramen werden opnieuw geopend. Begin 1990 werden de grotendeels negentiende-eeuwse stallen naar het zuidwesten uitgebreid door de toenmalige huurder. In 1991 wordt de uitbouw van de achtergevel verhoogd.

### 1971 - heden

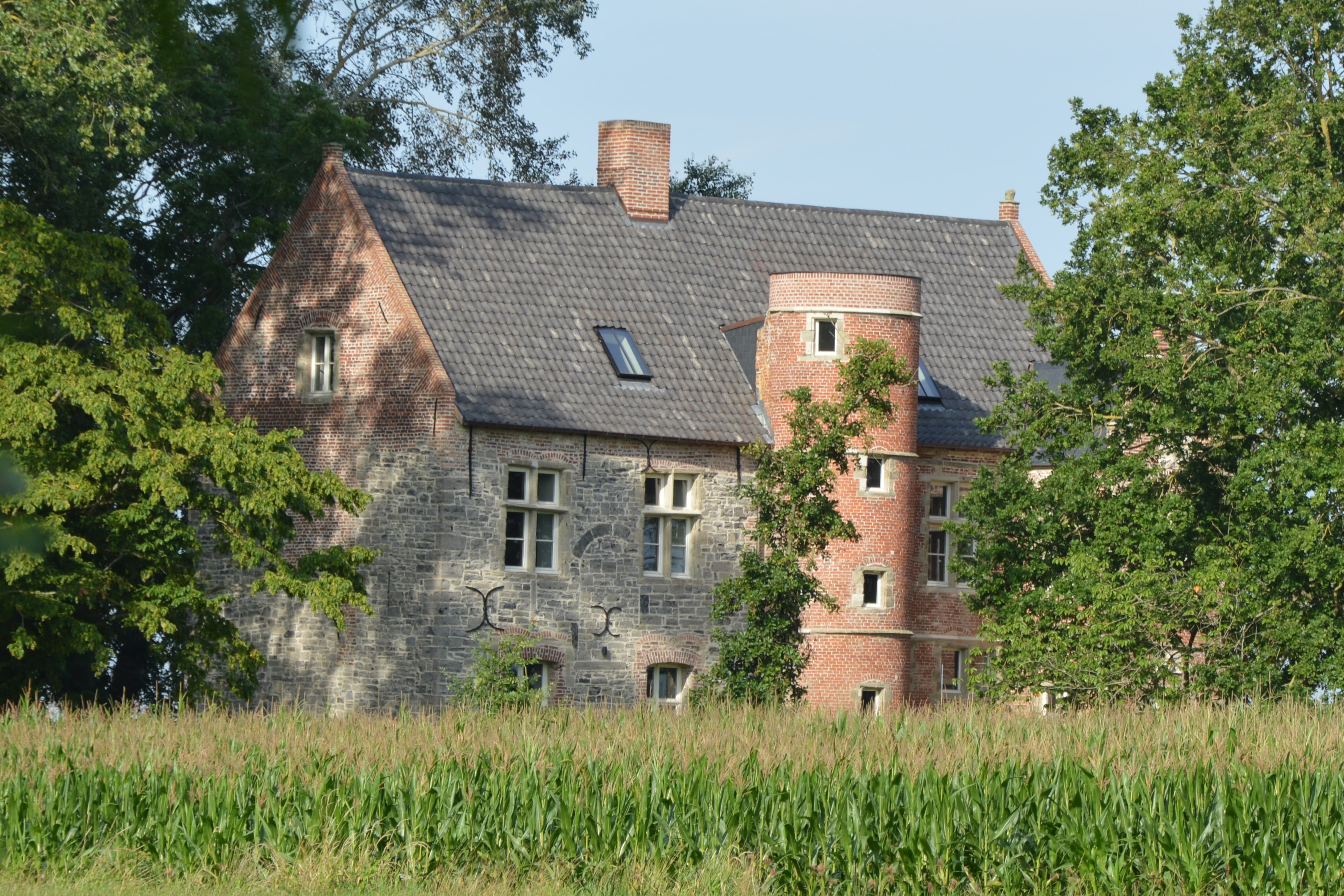
Ter Donck in 2023, vanuit het oosten

Kasteel Ter Donckt werd aangeduid als beschermd monument sinds 12 april 1974 en als vastgesteld bouwkundig erfgoed sinds 2009. In 1971 werd het opengesteld voor bezoek ter gelegenheid van de actie "Het jaar van de Kastelen", op touw gezet door het Belgisch Commisariaat-Generaal voor Toerisme, waarbij een vijftigtal kastelen in België werden tentoon gesteld. Het gebouw werd voor het laatst verkocht in 2017 en wordt opnieuw gerenoveerd. In 2019 vond er een opgravingsonderzoek plaats met daarop volgend archeologisch onderzoek in 2021.

## Afbeeldingen

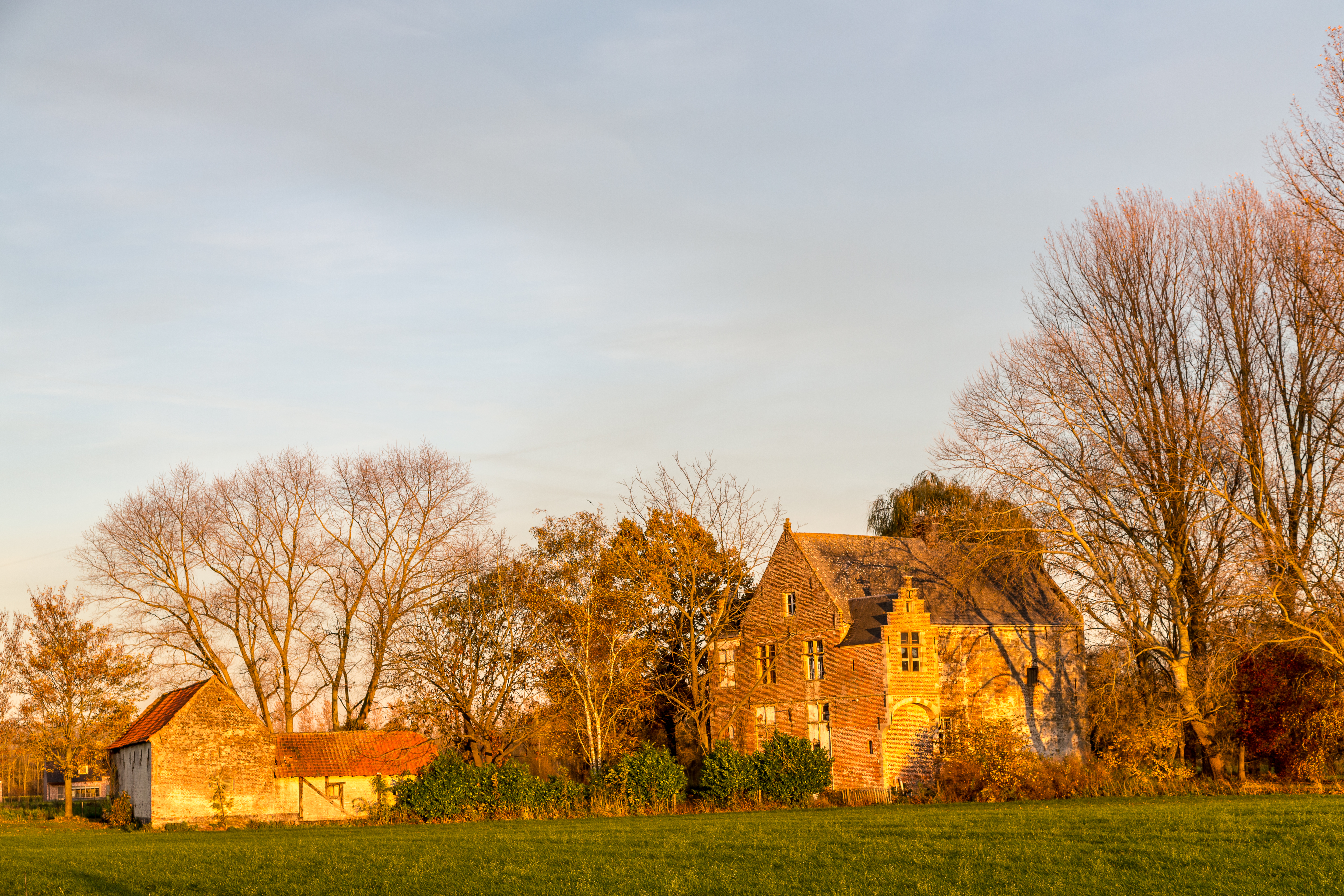
Kasteel Ter Donck
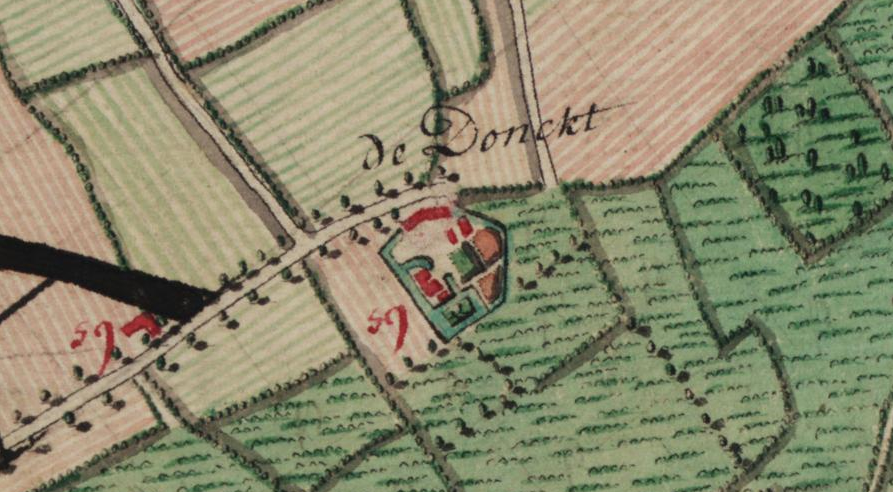
Ter Donckt in de Atlas van Ferraris uit 1777
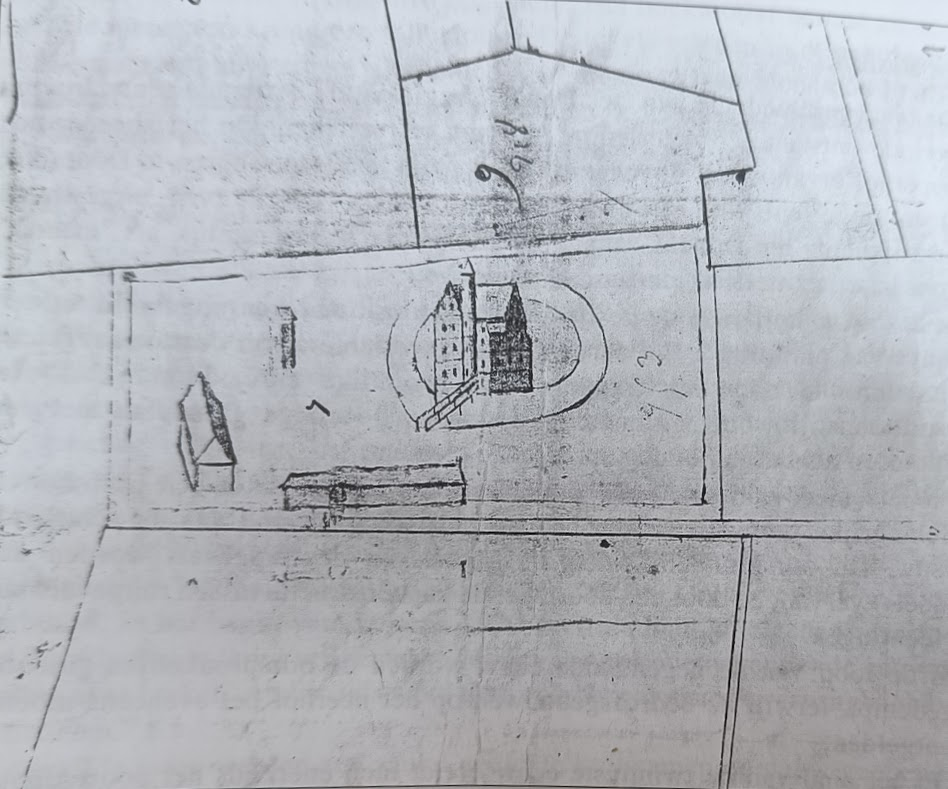
Ter Donckt op een detail van de kadastrale kaart van Berchem (18de eeuw)
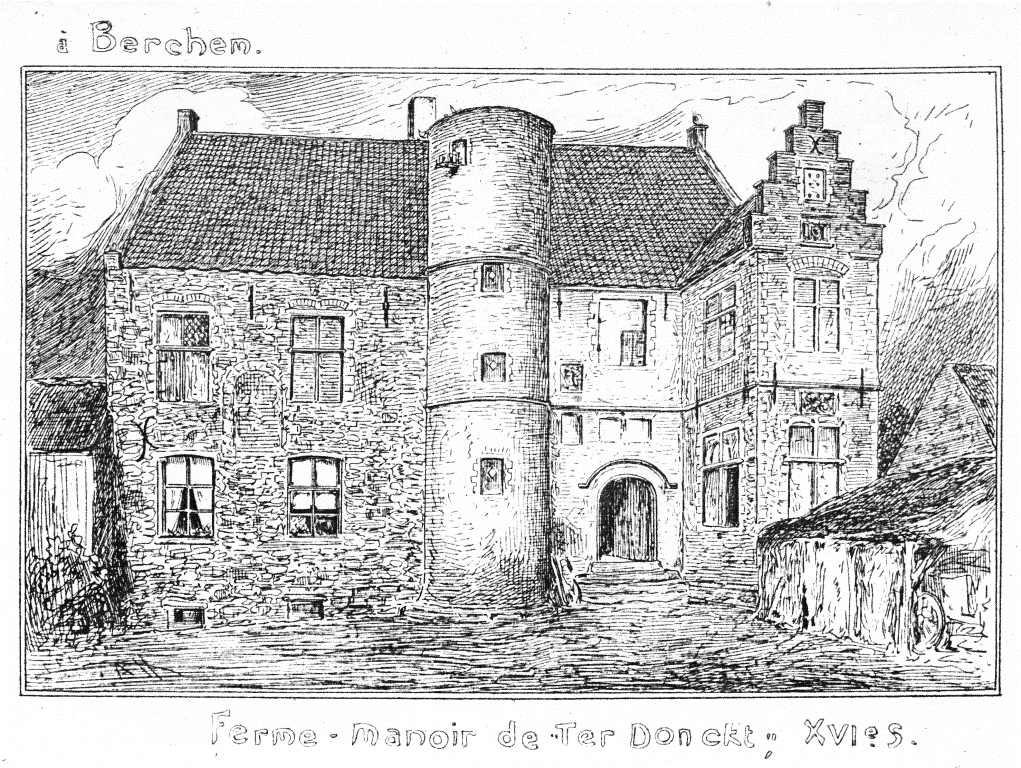
Tekening van Kasteel Ter Donckt door Armand Heins omstreeks 1910
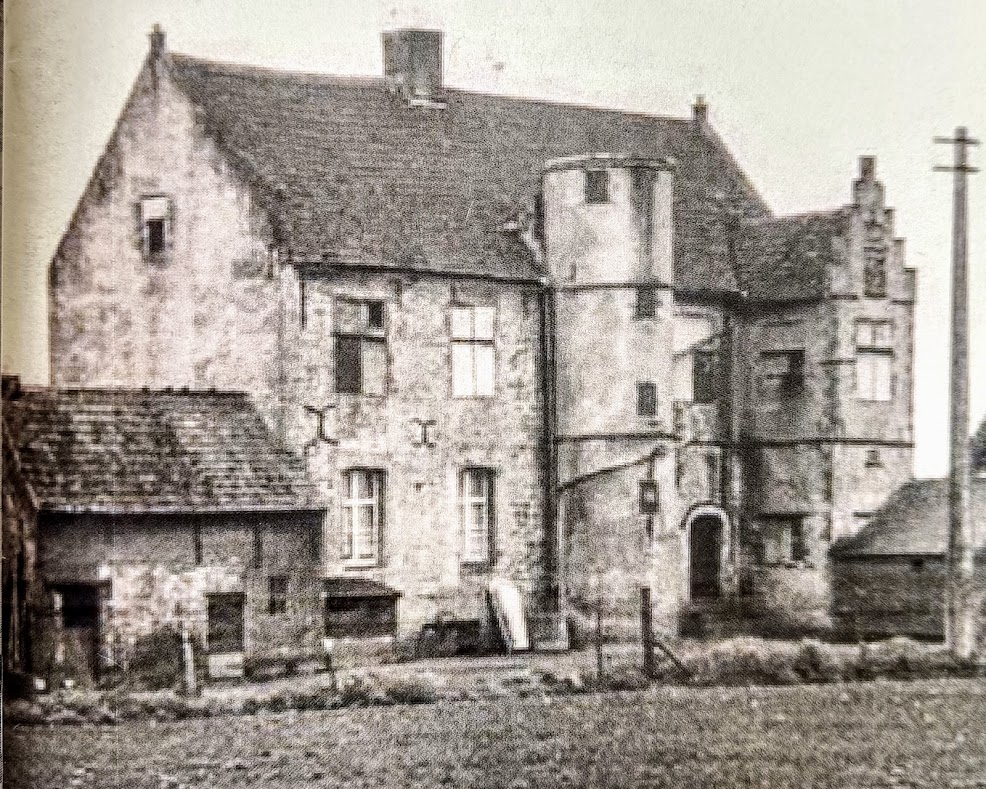
Kasteel Ter Donck in 1952
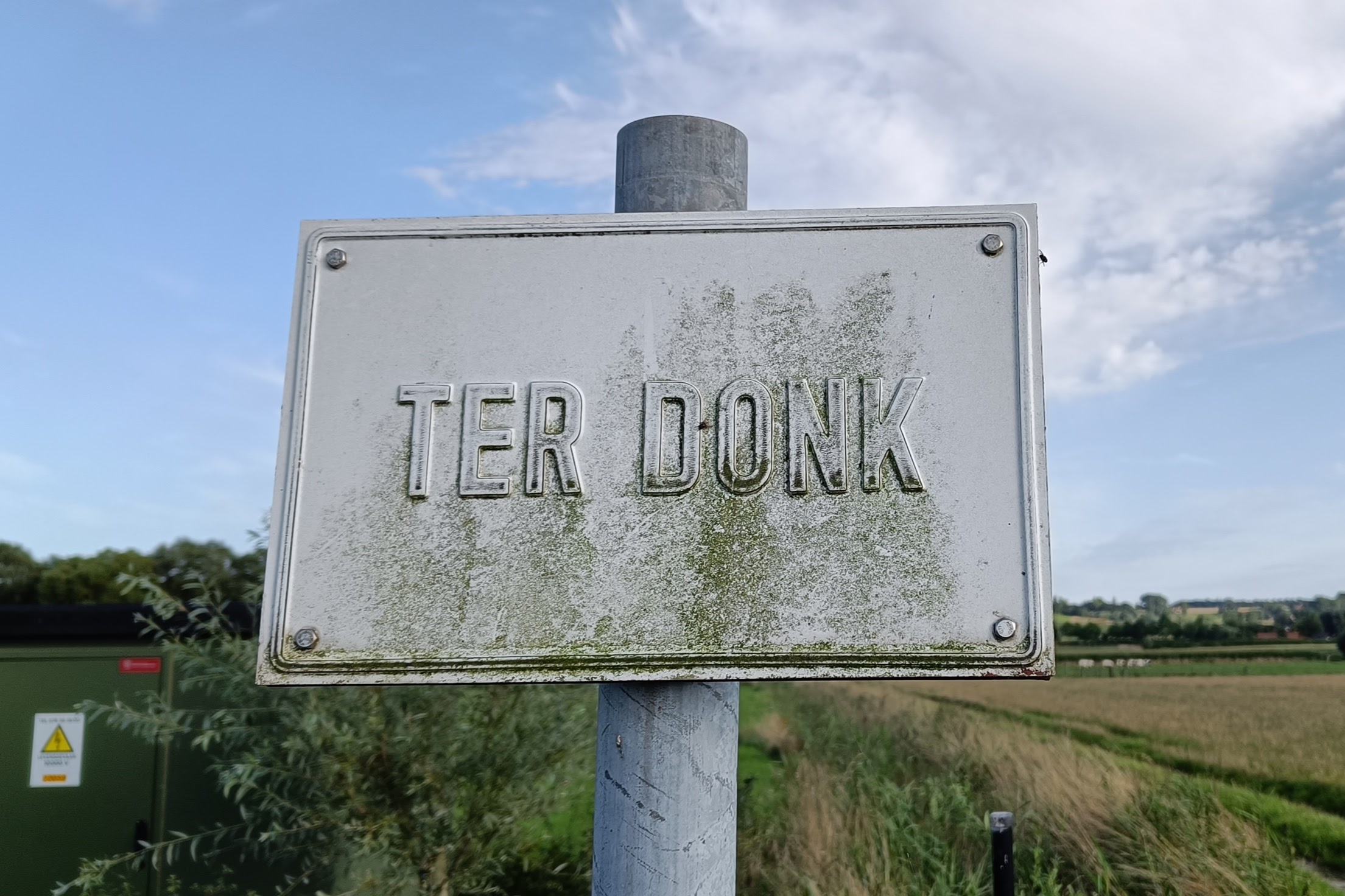
Straatnaambordje 'Ter Donck' te Kluisbergen, de straat die begint bij het gelijknamige kasteel (2023)
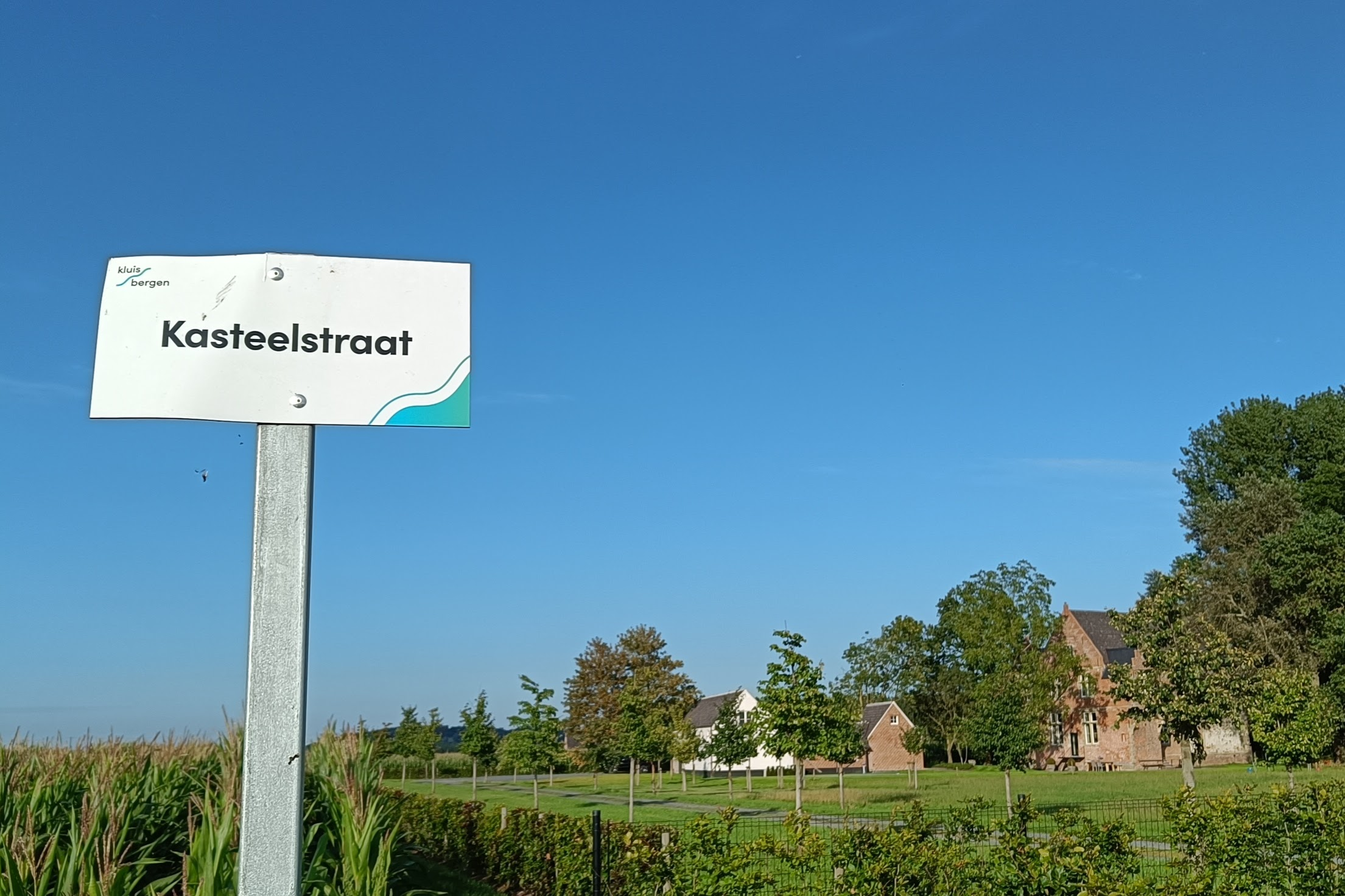
Straatnaambordje Kasteelstraat te Kluisbergen, met kasteel Ter Donckt op de achtergrond (2023)
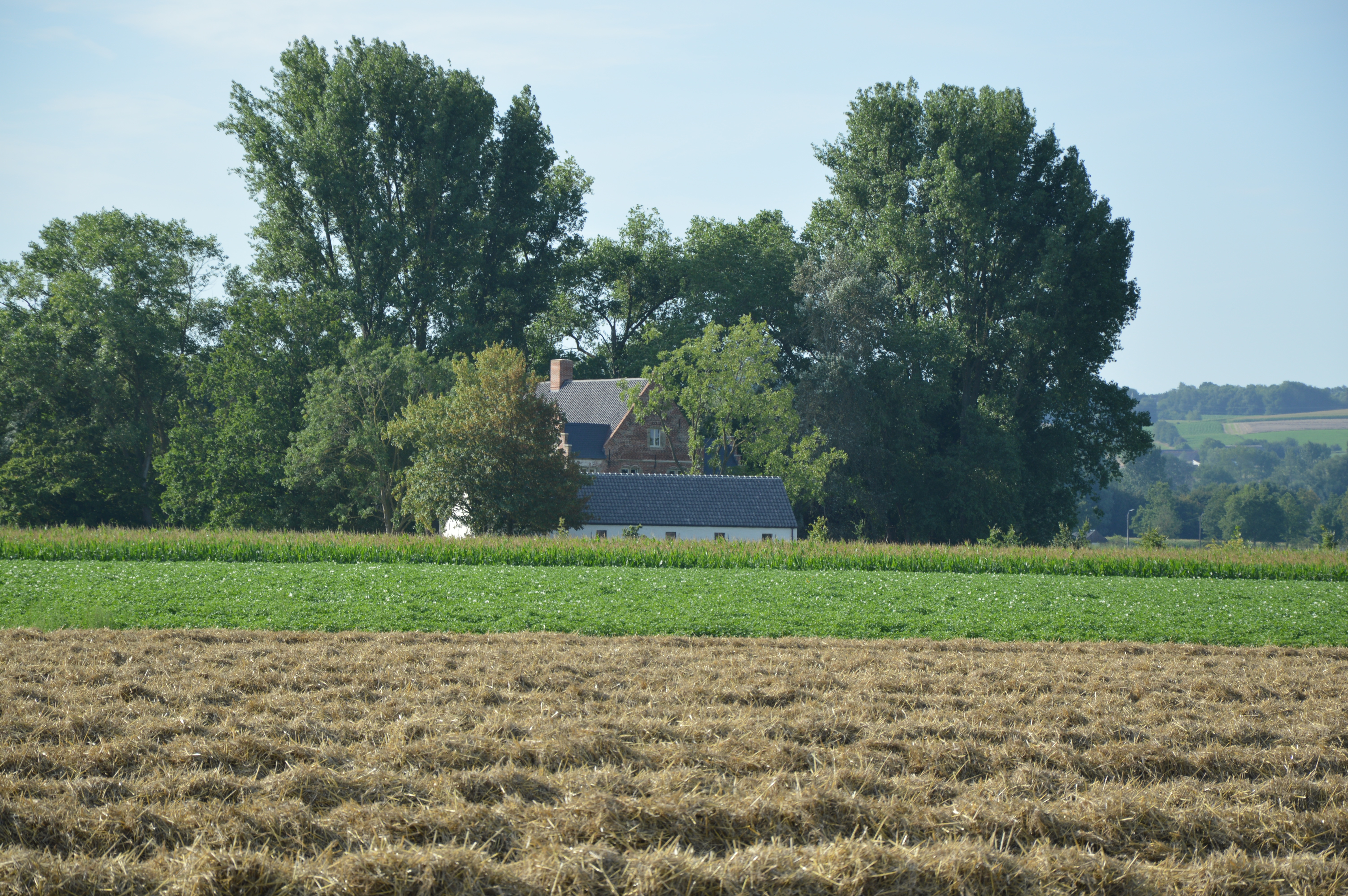
Ter Donck 2023, vanuit het noordwesten. Ook het bijgebouw is goed te zien.